# Dylan Bronn
Dylan Bronn, né le 19 juin 1995 à Cannes, est un footballeur international tunisien. Il évolue au poste de défenseur central au Servette FC.

## Biographie

### En club
Dylan Bronn entre au centre de formation de l'AS Cannes en 1999, à l'âge de quatre ans. Il y effectue la totalité de sa formation, à l'exception d'une année au sein du Cannet Rocheville lors de la saison 2008-2009.
Le 5 avril 2014, Jean-Marc Pilorget fait appel à lui dans le cadre de la 24e journée de championnat de France amateur (CFA) contre Rodez. Il effectue la totalité de la rencontre et joue à deux autres reprises au cours du championnat. L'AS Cannes est rétrogradée par la Direction nationale du contrôle de gestion en Ligue régionale de football la saison suivante, mais le joueur passe deux nouvelles saisons avec son club formateur.
Il s'engage le 17 juillet 2016 avec les Chamois niortais pour y intégrer l'équipe réserve. Il est toutefois retenu dans le groupe professionnel par l'entraîneur Denis Renaud et fait rapidement ses débuts en championnat. Il termine sa première saison professionnelle avec 35 matchs toutes compétitions confondues.
En août 2017, il signe pour quatre ans à La Gantoise, et s'impose rapidement dans l'effectif des Buffalos. Il inscrit son premier but le 24 novembre lors de la venue de Mouscron.
Le 3 janvier 2020, il s'engage avec le FC Metz et signe un contrat de cinq ans. À l'issue de la saison 2021-2022, le club est relégué en deuxième division.
Le 11 août 2022, il rejoint l'US Salernitana jusqu'en 2025.
Il est la dernière recrue du mercato hivernal 2024 du SFC. Le joueur est prêté au club jusqu’à la fin de la saison.
En juillet 2025, il quitte le club italien et retourne au Servette FC où il avait évolué en 2024. Il signe un contrat jusqu'en 2027.

### En sélection
Possédant la nationalité tunisienne par sa mère, Bronn est sélectionné par l'entraîneur national tunisien Henryk Kasperczak en mars 2017 pour deux rencontres amicales. Il ne quitte pas le banc lors de la défaite contre le Cameroun, mais joue l'intégralité du match contre le Maroc, perdu sur le score de 1-0.
En 2018, il fait partie de la liste des joueurs retenus pour la coupe du monde 2018 en Russie et inscrit un but de la tête contre la Belgique lors du deuxième match de poule ; il se blesse néanmoins au genou lors de ce même match.
Le 14 novembre 2022, il est sélectionné par Jalel Kadri pour participer à la coupe du monde 2022.

## Statistiques
| Saison                | Club                  | Championnat           | Championnat | Championnat | Coupe(s) nationale(s) | Coupe(s) nationale(s) | Compétition(s) continentale(s) | Compétition(s) continentale(s) | Compétition(s) continentale(s) | Tunisie | Tunisie | Total | Total |
| Saison                | Club                  | Division              | M.          | B.          | M.                    | B.                    | Comp.                          | M.                             | B.                             | M.      | B.      | M.    | B.    |
| 2016-2017             | Chamois niortais      | Ligue 2               | 30          | 2           | 5                     | 0                     | -                              | -                              | -                              | 1       | 0       | 36    | 2     |
| 2017-2018             | KAA La Gantoise       | JPL                   | 34          | 2           | 3                     | 0                     | -                              | -                              | -                              | 6       | 1       | 43    | 3     |
| 2018-2019             | KAA La Gantoise       | JPL                   | 28          | 7           | 5                     | 1                     | -                              | -                              | -                              | 12      | 0       | 45    | 8     |
| 2019-2020             | KAA La Gantoise       | JPL                   | 5           | 0           | 1                     | 0                     | C3                             | 1                              | 0                              | 1       | 0       | 8     | 0     |
| Sous-total            | Sous-total            | Sous-total            | 67          | 9           | 9                     | 1                     | -                              | 1                              | 0                              | 19      | 1       | 96    | 11    |
| 2019-2020             | FC Metz               | Ligue 1               | 9           | 0           | 1                     | 0                     | -                              | -                              | -                              | -       | -       | 10    | 0     |
| 2020-2021             | FC Metz               | Ligue 1               | 38          | 2           | 1                     | 0                     | -                              | -                              | -                              | 7       | 0       | 46    | 2     |
| 2021-2022             | FC Metz               | Ligue 1               | 30          | 1           | -                     | -                     | -                              | -                              | -                              | 8       | 1       | 38    | 2     |
| Sous-total            | Sous-total            | Sous-total            | 77          | 3           | 2                     | 0                     | -                              | -                              | -                              | 15      | 1       | 94    | 4     |
| 2022-2023             | US Salernitana        | Serie A               | 24          | 0           | -                     | -                     | -                              | -                              | -                              | 3       | 0       | 27    | 0     |
| 2023-2024             | US Salernitana        | Serie A               | 4           | 0           | 2                     | 0                     | -                              | -                              | -                              | -       | -       | 6     | 0     |
| Sous-total            | Sous-total            | Sous-total            | 28          | 0           | 2                     | 0                     | -                              | -                              | -                              | 3       | 0       | 33    | 0     |
| 2023-2024             | Servette FC (prêt)    | Super League          | 11          | 0           | 2                     | 0                     | -                              | -                              | -                              | 2       | 0       | 15    | 0     |
| 2024-2025             | US Salernitana        | Serie B               | 24          | 0           | 1                     | 0                     | -                              | -                              | -                              | 2       | 0       | 27    | 0     |
| 2025-2026             | Servette FC           | Super League          | 2           | 0           | 1                     | 1                     | C1                             | 4                              | 0                              | -       | -       | 7     | 1     |
| Total sur la carrière | Total sur la carrière | Total sur la carrière | 239         | 14          | 22                    | 2                     | -                              | 5                              | 0                              | 42      | 2       | 308   | 18    |

## Palmarès
AS Cannes
- Vice-champion de division d'honneur régionale en 2015
- Vice-champion de division d'honneur en 2016

 KAA La Gantoise
- Finaliste de la coupe de Belgique en 2019

 Servette FC
- Vainqueur de la coupe de Suisse en 2024